# Češka (povijesna pokrajina)
Češka, ponekad i Bohemija (češki: Čechy; njem. Böhmen) povijesna je pokrajina koja, zajedno s Moravskom i dijelom Šleske čini najveći dio današnje Češke Republike. Češka obuhvaća dvije trećine na zapadnom i središnjem dijelu današnjeg državnog teritorija.

## Zemljopis
Češka pokrajina obuhvaća 52.750 km2, a u njoj živi 6,25 milijuna stanovinka, od ukupno 10,3 milijuna stanovnika Češke Republike. Na sjeverozapadu, zapadu i jugozapadu graniči s Njemačkom, na jugu s Austrijom, na istoku s Moravskom i na sjeveroistoku s Poljskom. Češke granice ocrtane su planinskim lancima kao što je Češka šuma, Rudna gora i Krkonoše u sudetskom kraju.
Na području Češke šume izvire rijeka Vltava koja potom prolazi kroz cijelu Češku i kroz glavni grad Prag, te se ulijeva u Labu. Klima je kontinentalnoga tipa s hladnim zimama i velikim termičkim skokovima. Planine su obrasle crnogoricom i bjelogoricom do najviših vrhova, dok se na obroncima uzgajaju poljoprivredne kulture.

## Povijest

### Drevna Bohemija
Rimski autori donose prvo jasno spominjanje ovog područja pod nazivom Boiohaemum, što je bio germanski naziv za domovinu Boja (lat. Boii) koji su pripadali Keltima. U vrijeme seobe naroda ovim su područjem prelazila germanska i slavenska plemena, a već u 1. st. pr. n. e. ovdje su se naselili Germani, vjerojatno Svevi. Među njima bili su i Markomani. Nakon što su oni otišli dalje prema jugozapadu, zamijenili su ih oko 6. stoljeća slavenski preci današnjih Čeha.

### Přemyslovići
Nakon što su se oslobodili od vlasti Avara u 7. stoljeću, ovim je područjem zavladala dinastija Přemyslovića, koja je ostala na vlasti sve do 1306. godine. Prihvaćanjem kršćanstva u 9. stoljeću, uspostavljene su bliske veze s Istočnofranačkim kraljevstvom. Ta je činjenica dovela do toga da je Češka bila dijelom Svetog Rimskog Carstva već od 10. stoljeća.
Naslov „kralj Češke (Bohemiae)“ prvi su ponijeli vojvoda Vratislav II. (1085.) i Vladislav II., no njihovi su se nasljednici vratili naslovu vojvode. Kraljevski naslov postao je nasljednim 1198. u doba Otakara I. Njegov unuk, Otakar II. (kralj od 1253. do 1278.) utemeljio je kratkotrajno carstvo koje je uključivalo i današnju Austriju. Sredinom 13. stoljeća započelo je doseljavanje Nijemaca, jer je dvorska politika nastojala nadomjestiti gubitke stanovništva nastale za vrijeme mongolske provale u Europu 1241. Nijemci su se smjestili ponajviše uz sjevernu, zapadnu i istočnu granicu Češke, premda su se mnogi nastanili u gradovima po cijelome kraljevstvu.

### Luksemburgovci
Dinastija Luksemburgovaca došla je na češko prijestolje krunidbom Ivana Luksemburškog 1310. Nasljedio ga je 1346. Karlo IV. koji je utemeljio Karlovo sveučilište u Pragu, prvo sveučilište u Srednjoj Europi. Njegovo kraljevanje dovelo je Češku do vrhunca u političkom smislu, ali i na drugim poljima, te je postao prvi češki kralj koji je izabran i za cara Svetog Rimskog Carstva. Pod njegovom vlašću Češka je kruna obuhvaćala različite zemlje kao što su Moravska, Šleska, Gornja Lužica, Donja Lužica, Brandenburg i područje oko Nürnberga, nazvano Nova Češka, Luksemburg i razne manje gradove po Njemačkoj.

### Husitska Češka
1415. godine, na Saboru u Konstanzu, Jan Hus, rektor Karlovog sveučilišta u Pragu i vodeći reformator i vjerski mislilac, osuđen je na lomaču kao heretik. Presuda je izrečena premda je Husu prije no što je krenuo za Konstanz formalno bila dodijeljena zaštita cara Žigmunda Luksemburškog. Jan Hus pozvan je na Sabor kako bi mogao braniti sebe i češke stavove na crkvenom sudu, no s carevom je dozvolom pogubljen 6. srpnja 1415. Njegovo pogubljenje, kao i progoni husita i Johna Wycliffa, doveli su do pobune Čeha protiv Katoličke Crkve i do Husitskih ratova.
U najvećem dijelu bio je to seljački ustanak protiv carskih snaga, a predvodio ga je bivši trgovac Jan Žižka iz Trocnova, koji je rabio nove taktike i naoružanja, kao što su haubice i pištolji (češki: píšťala = frula, pištaljka), te oklopne kočije. Nakon Žižkove smrti, zapovjedništvo je preuzeo Prokop Veliki pod čijim su vodstvom husiti pobjeđivali kroz sljedećih deset godina. Ipak, s vremenom su se husiti podijelili u dvije glavne stranke, umjerene utrakviste i zagriženije taborite. Nakon što su se utrakvisti vratili u okrilje Katoličke Crkve, uspjeli su 1434. poraziti taborite u bitci kod Lipanyja. Žigmund je tom prilikom izjavio: „Samo Česi mogu poraziti Čehe.“
Unatoč pobjedi, češki su utrakvisti i dalje 1436. morali pregovarati o vjerskoj slobodi. Prem Bazelskim sporazumima proglašen je mir i sloboda ispovijedanja vjere između katolika i utrakvista. Taj će mir međutim trajati kratko, do 1462., kad je papa Pio II. proglasio Bazelske sporazume nevažećima.
1458. izabran je Juraj Podjebardski za češkoga kralja. On je pokušao oblikovati sveeuropski „kršćanski savez“, koji je imao ujediniti sve europske zemlje u zajednicu utemeljenu na zajedničkoj vjeri. Pregovori u tom pravcu nisu nikad dovršeni, a Jurjev je položaj dodatno otežan pogoršanjem odnosa s papom.

### Habsburška Monarhija
Nakon smrti Ludovika Jagelovića, češkog i hrvatsko-ugarskog kralja, u Mohačkoj bitci 1526., austrijski nadvojvoda Ferdinand postao je češki kralj, a Češka je postala sastavnim dijelom Habsburške Monarhije.
Između 1436. i 1620. u Češkoj je vladala vjerska sloboda, te je u tom razdoblju ona bila jedna od najliberalnijih zemalja kršćanskoga svijeta. Car Svetog Rimskog Carstva Rudolf II., car Svetog Rimskog Carstva izabrao je Prag za svoju prijestolnicu, a premda je sam bio katolik, na inzistiranje češkoga plemstva objavio je 1609. ispravu Maiestas Rudolphina, kojom je potvrđena stara Confessio Bohemica iz 1575.
Nakon što je car Ferdinand II. počeo potiskivati prava protestanata u Češkoj, došlo je do pobune, čime je 1618. započeo i Tridesetogodišnji rat. Knez izbornik Fridrik Falački, koji bio protestant, po odluci češkoga plemstva, izabran je za češkoga kralja, a postao je poznat kao „zimski kralj.“ Fridrikova žena, Elizabeta Češka, poznata kao „zimska kraljica“ ili „kraljica srdaca“, bila je kći engleskoga kralja Jakova I. Nakon Fridrikova poraza 1620., 26 čeških vođa, zajedno s Janom Jeseniusom, rektorom Karlova sveučilišta, pogubljeni su u Pragu, a ostali su morali otići u progonstvo. Njihova zemlja prenijeta je u vlasništvo lojalnih katolika, većinom bavarskoga i saskoga podrijetla, čime je okončana reformacija u Češkoj, a Prag više nije bio prijestolnica carstva.
Sve do tzv. „obnovljenog ustava“ iz 1627. njemački jezik uveden je kao drugi službeni jezik u češkim zemljama, dok je češki ostao prvi službeni jezik kraljevstva. Plemstvo je govorilo kako njemački, tako i latinski jezik, iako se njemački sve više širio, dok se češkim govorilo većinom na selu. Službena čaška samostalnost još je više ugrožena kad je 1746. Češki sabor odobrio upravnu reformu koja je podrazumijevala nedjeljivost Habsburške Monarhije i centraliziranu upravu. Tom je odlukom Češka dvorska kancelarija sjedinjena s Austrijskom dvorskom kancelarijom.
Krajem 18. stoljeća razvio se Češki narodni preporod u kojem je uzeo dijela i dio češkoga plemstva. Preporodni se pokret zauzimao za obnovu povijesnih prava Češkoga Kraljevstva, te je češki jezik morao imati prednost nad njemačkim kao jezik državne uprave. Prosvijetljeni apsolutizam Josipa II. i Leopolda II., koji je dozvolio širu uporabu manjinskih jezika, dao je krila preporodnom pokretu, no mnoge od tih reformi kasnije su opozvane. U vrijeme revolucije iz 1848. – 1849. mnogi su češki domoljubi zahtijevali češku samostalnost od habsburške Austrije, no na koncu su bili poraženi. Raspušten je i stari Češki sabor koji je bio posljednji ostatak negdašnje neovisnosti, no češki je jezik u tom razdoblju doživio svoje novo rođenje.
Po završetku Bachova apsolutizma, zasijeda ponovno izabran Češki sabor. Službeno proglašen program, kako čeških liberalnih političara, tako i većine češkoga plemstva, postaje obnova stare Češke krune, to jest jedinstva Češkog Kraljevstva, Moravske Marke i Šleskoga Vojvodstva. Taj će program biti poznat pod nazivom Češko državno pravo. Stranke koje su predstavljale njemačku manjinu i manji dio plemstva izjavljivale su vjernost centralističkom Ustavu (tzv. Verfassungstreue). Nakon austrijskoga poraza u Austrijsko-pruskom ratu 1866., ugarski političari uspijevaju 1867. s dvorom sklopiti Austro-ugarsku nagodbu kojom je stvorena dualna Austo-Ugarska Monarhija. Pokušaj Čeha da se stvori austro-ugarsko-češka monarhija propao je 1871., no program Češkog državnog prava ostao je službena platforma svih čeških političkih stranaka (osim socijaldemokrata) sve do 1918.

### Dvadeseto stoljeće
Nakon Prvog svjetskog rata Češka je postala dijelom zajedničke države u koju su uz nju ušle i Moravsko-Šleska, kao i sjeverni dio Ugarske u kojem su živjeli Slovaci (Slovačka), te potkarpastko područje. U vrijeme svoga prvoga predsjednika, Tomáša Masaryka, Čehoslovačka je postala bogata i liberalna demokratska republika. Nakon Münchenskog sporazuma iz 1938. dijelovi Češke koje su nastanjivali pretežito Nijemci (Sudeti) pripojeni su Trećem Reichu. Bilo je to jedino povijesno razdoblje u kojem je područje Češke bilo podijeljeno. Sljedeće godine i ostatak Češke te Moravska pripojeni su Njemačkoj, a slovački dio postao je Slovačka Republika, njemačka satelitska država. Do 1945. Češka bez Sudeta i Moravska činile su Češko-moravski protektorat (njem. Reichsprotektorat Böhmen und Mähren). Nakon Drugog svjetskog rata većina Nijemaca protjerana je iz Češke i Moravske takozvanim Benešovim dekretima. 1949. Češka je prestala biti administrativna jedinica unutar Čehoslovačke, a cijela je zajednička država podijeljena na pokrajine.

## Češka danas
Po raspadu Čehoslovačke 1993., područje stare Češke postalo je dijelom nove Češke Republike, koja se prostire na svim zemljama nekadašnjeg Češkoga državnog prava (Češka, Moravska i Češka Šleska). Češki Ustav iz 1992. odnosi se na „građane Češke Republike u Češkoj, Moravskoj i Šleskoj“, te proglašava kontinuitet državnosti sa starom Češkom krunom. U suvremenoj Češkoj Republici Češka nije zasebna upravna jedinica, nego je cijela zemlja podijeljena na 13 pokrajina i glavni grad Prag.